# Gliczarów Górny
Gliczarów Górny – wieś w Polsce położona w województwie małopolskim, w powiecie tatrzańskim, w gminie Biały Dunajec.
Gliczarów Górny jest jedną z najwyżej położonych miejscowości na Podhalu i w Polsce. Zlokalizowana jest na równoleżnikowym wzgórzu rozpostartym od Białego Dunajca na zachodzie aż po Bukowinę Tatrzańską na wschodzie. Składa się z następujących osiedli: Jurzyste, Matygówka, Bartków Wierch, Fiśkowa Dolina, Dziadkówka.
Wysokie położenie i widok na całe Tatry i Podhale powodują, że do Gliczarowa Górnego przyjeżdża wielu turystów. Miejscowość coraz bardziej przekształca swoje oblicze z rolniczego na turystyczno-wypoczynkowy. Regularnie organizowane są imprezy kulturalno-rozrywkowe (Festyn Gliczarowski 15.VIII, Dożynki) oraz sportowe (Rajd Narciarski o Puchar Gliczarowa, start biegu narciarskiego im. Jana Pawła II).
We wsi znajdują się:
- parafialny kościół katolicki pod wezwaniem Przemienienia Pańskiego zbudowany w stylu tatrzańskim
- Zespół Szkół (Szkoła Podstawowa) im. Andrzeja Skupnia-Florka (najwyżej położona szkoła w Polsce)
- Trzy karczmy regionalne
- Cmentarz
- Przystanek PKS
- Jednostka Ochotniczej Straży Pożarnej

W latach 1975–1998 miejscowość administracyjnie należała do województwa nowosądeckiego.
1 lutego 2001 roku w Gliczarowie Górnym zginął tragicznie aktor Marcin Kołodyński.

## Folklor
Podhale posiada wyraźnie wyodrębnioną autentyczną i żywą kulturę lokalną, na którą składa się folklor góralski; m.in. gwara podhalańska, będąca dobrze rozpoznawalna w Polsce. Charakterystyka folkloru widoczna jest dodatkowo w kuchni, rękodziele ludowym, a także muzyce, tańcu i oryginalnym stroju podhalańskim.